# Homopolaire generator

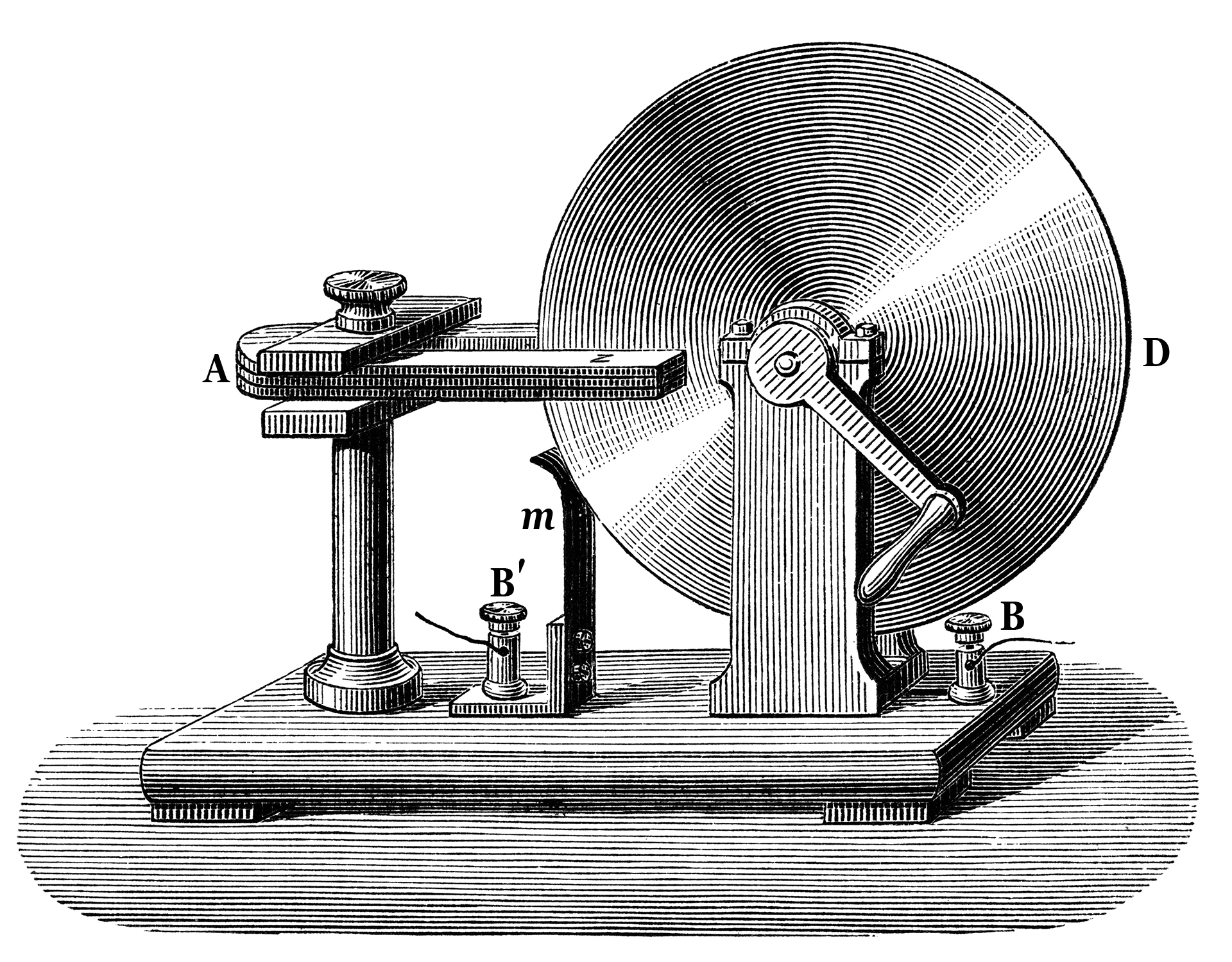
De Faraday-schijf, de eerste homopolaire generator

Faraday-schijf

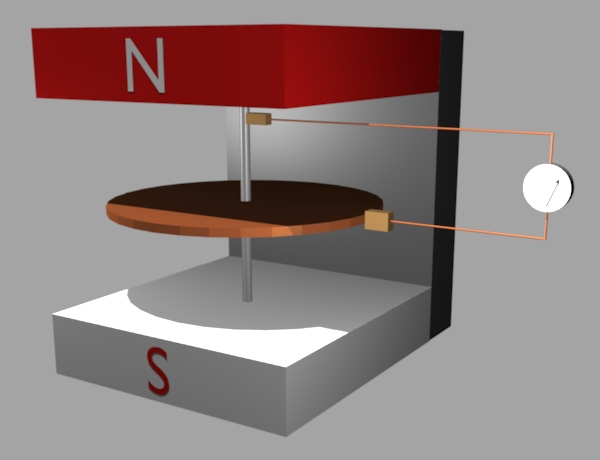
Principe van de generator met Faraday-schijf

Een homopolaire generator is een gelijkstroomgenerator bestaande uit een geleidende schijf die draait in een uniformstatisch magneetveld haaks op de schijf. Tussen de as en de rand van de schijf wordt een potentiaalverschil opgewekt, waarvan de richting afhangt van de draairichting van de schijf en de richting van het magneetveld. Dit type generator staat ook bekend als unipolaire generator, acyclische generator, schijfdynamo of Faraday-schijf. De opgewekte spanning is meestal maar een paar volt bij kleine demonstratiemodellen, maar grote generatoren voor onderzoeksdoeleinden kunnen honderden volt opwekken. Sommige installaties bestaan uit verscheidene generatoren achter elkaar die een nog hogere spanning kunnen bereiken. Het bijzondere aan de homopolaire generator is dat hij sterke stromen kan opwekken, soms van meer dan een miljoen ampère, omdat de inwendige weerstand bijzonder laag kan zijn.

## De Faraday-schijf
Michael Faraday was de eerste die een homopolaire generator ontwikkelde tijdens zijn experimenten in 1831. Dit type wordt daarom wel Faraday-schijf genoemd, en daarmee begon het tijdperk van de moderne dynamo's: elektrische generatoren die gebruikmaken van een magnetisch veld. De Faraday-schijf was bijzonder inefficiënt en onpraktisch, maar ze bewees dat elektrisch vermogen opgewekt kan worden door magnetisme. Ze was de voorloper van gelijkstroomdynamo's met commutator en later wisselstroomgeneratoren.
De Faraday-schijf was vooral inefficiënt door het teruglopen van stroom. Terwijl meteen onder de magneet elektrische inductiestroom werd opgewekt, liep de stroom terug naar gebieden buiten het magnetische veld. Deze tegenstroom beperkte het vermogen dat de draden konden opvangen en leidde tot warmteverliezen in de koperen schijf. Latere homopolaire generatoren losten dit probleem op door een reeks magneten langs de rand van de schijf te plaatsen, zodat een constant magneetveld ontstond van de as van de schijf tot de rand, waardoor nergens meer tegenstroom kon lopen.

## Natuurkundig principe
Net als alle andere dynamo's zet de Faraday-schijf kinetische energie om in elektrische energie. De schijf kan begrepen worden met Faradays eigen inductiewet. Deze wet stelt dat er een elektrische stroom wordt opgewekt in een gesloten stroomkring als de magnetische flux door die kring van richting of grootte verandert. Bij de Faraday-schijf bestaat de stroomkring uit elke strook van de schijf van de as naar de rand en verder uit de uitwendige kring.
De lorentzkracht verklaart de werking van de schijf eenvoudiger. Deze wet, die dertig jaar na Faradays overlijden werd ontdekt, zegt dat de kracht op een elektron evenredig is met het vectorproduct van zijn snelheid en het magnetische veld. Meetkundig betekent dit dat de kracht haaks staat op de snelheid en het magnetisch veld. De beweging van de elektronen in de draaiende schijf betekent een verplaatsing van elektrische lading, die in het haakse magneetveld leidt tot een lorentzkracht op de elektronen langs de straal van de schijf. Tussen de as en de rand van de schijf ontstaat een spanning, zodat er een elektrische stroom gaat lopen als de kring gesloten wordt.

## Typen generatoren

### Schijf
Dit type bestaat uit een elektrisch geleidend vliegwiel (rotor) dat in een magneetveld ronddraait met het ene elektrische contact op de as en het andere aan de rand. Het werd toegepast om heel sterke stromen op te wekken bij lage spanningen zoals voor lassen, elektrolyse en onderzoek naar railguns. Als gepulste energie nodig is, wordt het impulsmoment van de rotor gebruikt om energie langdurig op te slaan en daarna snel af te geven.
Anders dan bij andere soorten generatoren, verandert de opgewekte spanning niet van polariteit. De lorentzkracht veroorzaakt ladingsscheiding op de vrije ladingen (elektronen) in de schijf). Omdat de draaibeweging azimuthaal is en het magneetveld axiaal verloopt, werkt de elektromotorische kracht (spanning) radiaal. De elektrische contacten zijn meestal koolborstels of sleepringen, zodat de verliezen groot zijn bij de lage spanningen. Ze kunnen verkleind worden door kwik of een ander makkelijk vloeibaar te maken metaal zoals gallium of een legering als NaK toe te passen in plaats van de borstel, zodat het elektrisch contact niet onderbroken wordt.
Als een permanente magneet het magneetveld levert, maakt het niet uit of de magneet vastzit aan de stator of meedraait met de schijf. Voor de ontdekking van de lorentzkracht en het elektron was dit verschijnsel onverklaarbaar en stond het bekend als de paradox van Faraday.

### Trommel
Bij dit type verloopt het magneetveld vanuit het midden van de trommel naar alle kanten in een vlak naar buiten zodat er een spanning wordt opgewekt langs de zijkant van de trommel. De elektrische contacten kunnen verbonden worden met de kogellagers aan de boven- en onderkant van de trommel.

## Praktische homopolaire generatoren

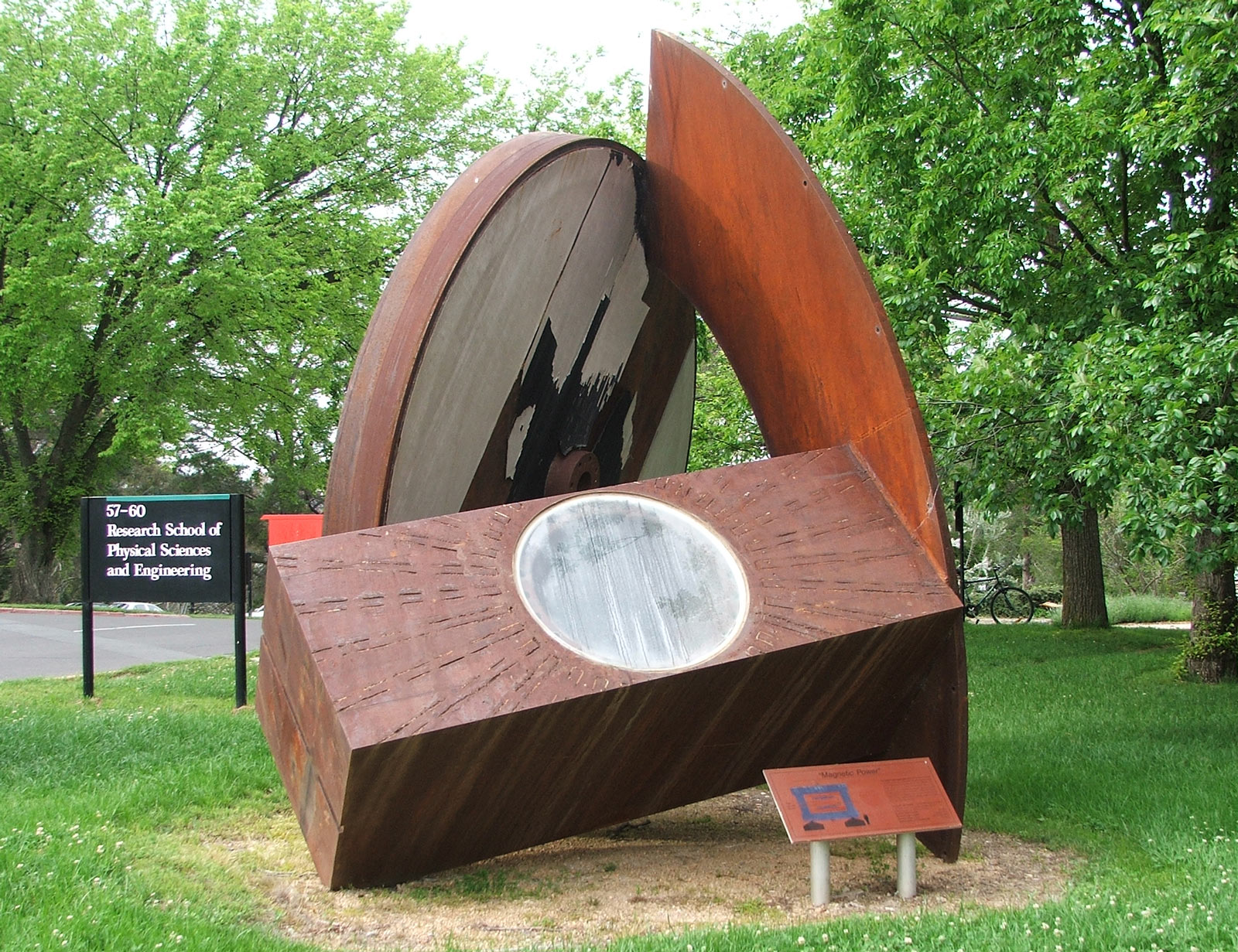
Restanten van de ANU 500MJ generator van de Australian National University te Canberra, 2005

Lang nadat de oorspronkelijke Faraday-schijf als praktisch ontwerp was verworpen, werd er een aangepaste versie ontwikkeld waarbij de magneet en de schijf samen een draaiend geheel vormden: de rotor. Soms wordt met homopolaire generator alleen dit apparaat aangeduid. Vroegere patenten van dit algemene type generator werden individueel verleend aan A. F. Delafield, S. Z. De Ferranti en C. Batchelor.
Nikola Tesla werd geboeid door de Faraday-schijf en werkte met homopolaire generatoren. Hij patenteerde een verbeterde versie. Zijn patent beschrijft een toestel met twee evenwijdige schijven met aparte evenwijdige assen, die als een katrol door een metalen band verbonden zijn. De schijven hadden een tegengesteld magneetveld, zodat de stroom van de ene as naar de rand van de schijf liep, over de band naar de rand van de andere schijf en de tweede as. Zo werd wrijving vermeden door sleepcontacten op de assen in plaatsen van op de rand van de draaiende rand van een schijf.
Latere patenten werden toegekend aan C. P. Steinmetz, E. Thomson, J. E. Noeggerath en R. Eickemeyer. De Forbes dynamo, ontwikkeld door de Schotse elektrotechnicus George Forbes, werd veel gebruikt aan het begin van de twintigste eeuw.
Een groot type homopolaire generator die 5 mega-ampère produceerde, werd gebouwd bij Parker Kinetic Designs door Richard Marshall, William Weldon en Herb Woodson. Nog een grote homopolaire generator werd gebouwd door Sir Mark Oliphant op de Research School of Physical Sciences and Engineering van de Australian National University: dit apparaat kon 500 megajoule energie opslaan en werd van 1962 tot 1986 gebruikt als stroombron tot 2 mega-ampère voor experimenten; daarna werd het gesloopt.

## Unipolaire inductoren in de astrofysica
Unipolaire inductoren komen in het heelal voor als een geleider door een magneetveld draait, bijvoorbeeld de beweging van goed geleidend plasma in de ionosfeer van een hemellichaam door zijn magnetisch veld. In hun boek Cosmical Electrodynamics schrijven Hannes Alfvén en Carl-Gunne Fälthammar:
"Omdat wolken van geïoniseerd gas in het algemeen gemagnetiseerd zijn, leidt hun beweging tot geïnduceerde elektrische velden[..] Bijvoorbeeld de beweging van gemagnetiseerd interplanetair plasma wekt elektrische velden op die aurora's (poollicht) en magnetische stormen veroorzaken" [..]
Unipolaire inductoren zijn in verband gebracht met het poollicht op Uranus
,
dubbelsterren

,
zwarte gaten

,
sterrenstelsels
,
de wisselwerking tussen Io en Jupiter
,
de Maan

,
de zonnewind,
zonnevlekken

en de staart van de magnetosfeer van Venus
.